# Csavarkötés
A csavarkötés két, sík lapjával csatlakozó gépelem összefogására szolgáló oldható kötés. A csavarból, csavaranyából és alátétből, esetleg csavarbiztosításból áll. A kötést csavarmenet biztosítja, az alkatrészek elfordulását és a kötés oldódását vagy a felületeken fellépő súrlódás vagy elfordulás elleni mechanikus biztosítás akadályozza meg. A csavarkötésben a csavar húzásra van igénybevéve, feladata a két felület összeszorítása az azokat eltávolítani akaró erőhatásokkal szemben. A két összefogott gépelemnek a csatlakozó síkjukon történő elcsúsztatása ellen, amennyiben a csavarok összeszorító erejéből mint normális erőből nem ébred elegendő nagyságú súrlódási erő, más megoldásokat kell használni (vállak, retesz, illesztőszeg, kúpos szeg stb.), ritkábban használnak nyírásra is igénybevett illesztett szárú csavarokat.

## A csavarkötés működési modellje

Csavarkötés erőhatás ábrája

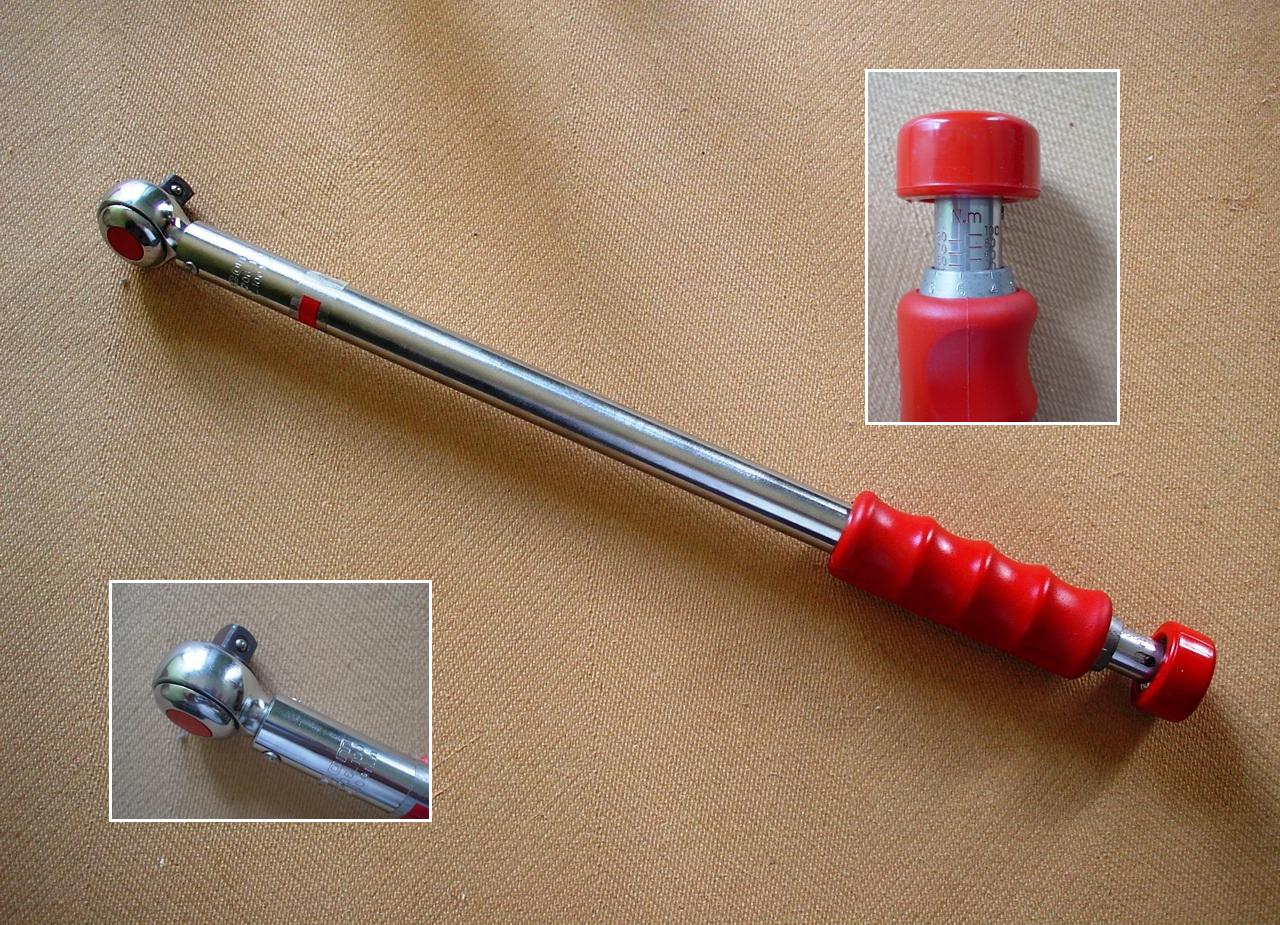
Megcsúszó nyomatékkulcs

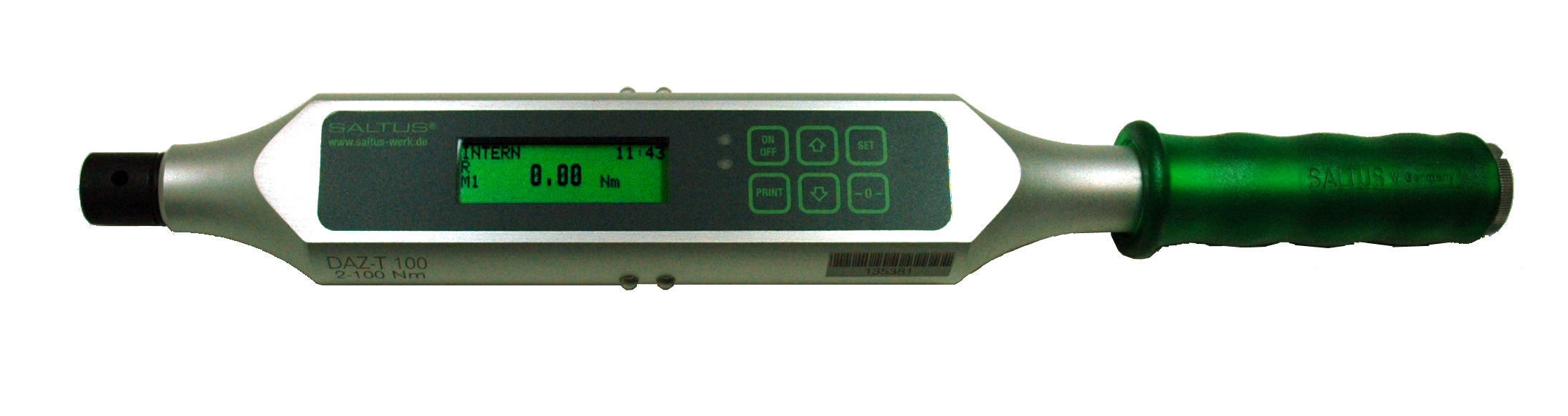
Elektronikus nyomatékmérő műszer

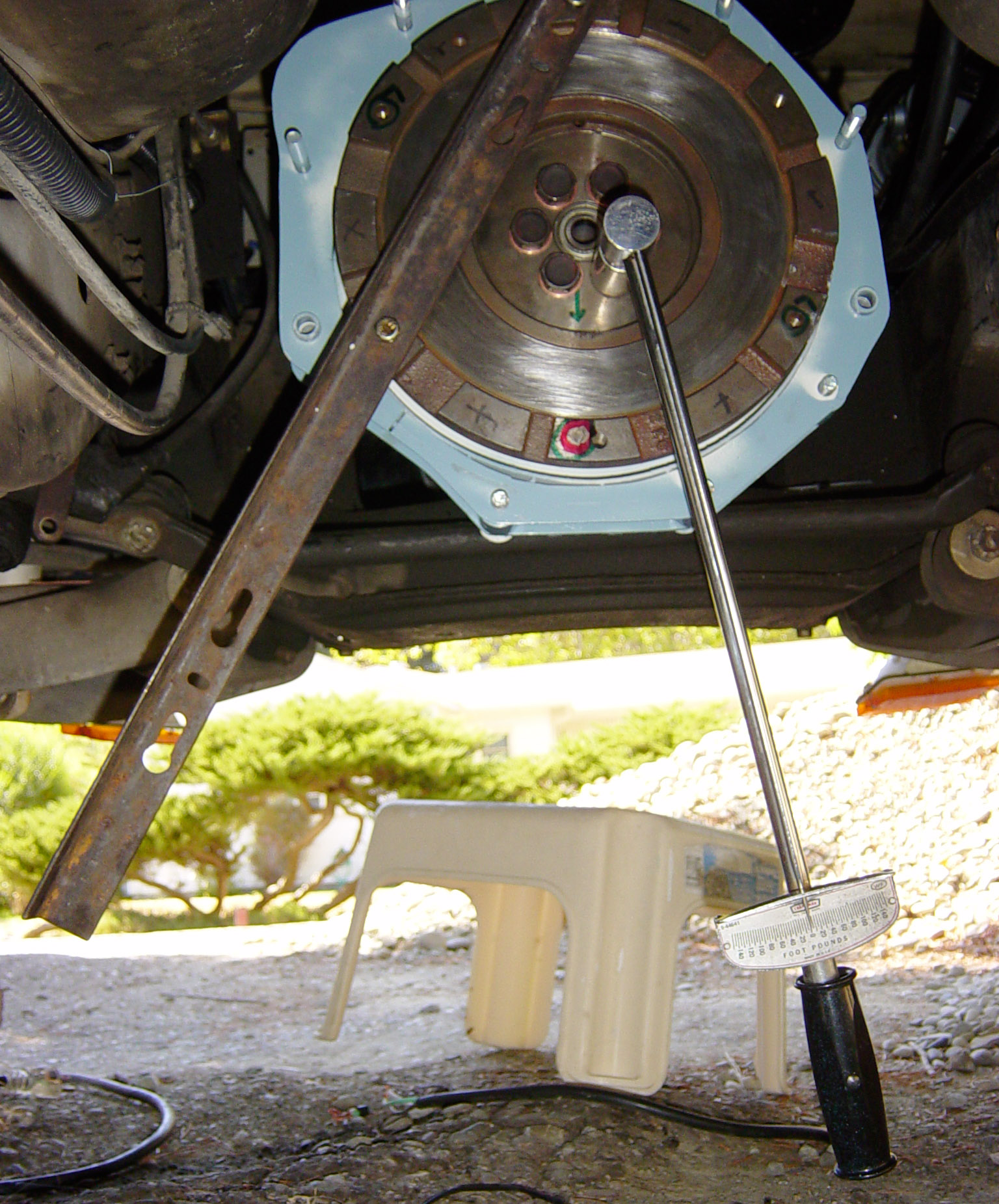
Lendkerék csavarjainak meghúzása analóg műszeres nyomatékkulccsal

A húzásra terhelt csavarkötés működése az elemek rugalmas deformációja révén modellezhető. A csavarszár és az alátétek sorba kapcsolt viszonylag lágy rugóként foghatók fel, míg a közrefogott elemek szintén rugalmasak, de jóval merevebbek. A csavarkötés egyszerűsített modelljét az ábrán látható diagram szemlélteti.
A kötés két párhuzamosan kapcsolt rugóval modellezhető. Az egyik rugó a csavarszár, melynek karakterisztikáját a diagram piros vonala ábrázolja, a közrefogott elemekét pedig a zöld egyenes jelenti. Szereléskor a csavart Fe erővel előfeszítik, terheletlenül mindkét rugóban azonos nagyságú de ellentétes irányú erő ébred.
Ha a kötést Ft külső erő lazítja (például egy belső égésű motor hengerfejét terhelő erő, mely az égéstermékek nyomásából származik) az a csavarszárban ébredő erőt Fv értékkel tovább növeli, az összefogott elemekre ható nyomóerő pedig F3 értékkel csökken. A motor hengerfej példájánál maradva egy minimális szorítóerőre szükség van ahhoz hogy biztosítva legyen a hengerfej tömítés tömörsége, ehhez az előfeszítő erőnek elegendő nagynak kell lennie. A csavart viszont az előfeszítés állandó ereje és a periodikusan változó Fv erő kifáradásra veszi igénybe. A csavarkötés tervezésekor arra kell törekedni, hogy
1. a csavarszár nagy szilárdságú anyagból készüljön, hogy a tömítéshez szükséges előfeszítést kibírja,
2. a csavar minél rugalmasabb legyen, hogy az Fv erő minél kisebb maradjon és így a kifáradás ne veszélyeztesse a kötést,
3. a csavart a szükséges mértékű előfeszítéssel kell szerelni.

A csavart úgy lehet rugalmasabbá tenni, ha egyenszilárdságú módon alakítják ki, tehát ha gondoskodnak arról, hogy, ne legyen olyan részlete, ami a szükségesnél szilárdabb (azaz egyben merevebb is). Emiatt a különleges igénybevételnek kitett csavarok szárát a menetátmérőnél vékonyabbra tervezik, és esetleg rugalmasságukat vastag, de kis keresztmetszetű alátétekkel is növelik.

## A csavar előfeszítése
A csavar megfelelő előfeszítése legegyszerűbben a meghúzásához szükséges nyomaték mérésével oldható meg. A csavar meghúzásához szükséges nyomaték a meneten és a csavarfej vagy anya felfekvő felületén ébredő súrlódás figyelembevételével:
{\displaystyle M=\left({\frac {d}{2}}\tan(\alpha +\rho )+{\frac {d_{1}}{2}}\tan \rho \right)F_{e}\,}.
ahol 
{\displaystyle d\,} a csavarmenet közepes átmérője,
{\displaystyle d_{1}\,} a csavarfej vagy anya körgyűrű alakú felfekvő felületének közepes átmérője,
{\displaystyle \alpha \,} a menetprofil szöge,
{\displaystyle \mu =\tan \rho \,} a súrlódási tényező,
{\displaystyle \rho \,} pedig a súrlódási kúpszög, melyet az előző összefüggés definiál.
Kisebb csavarok kézi előfeszítéséhez mechanikus nyomatékkulcsok használata terjedt el. Ezek leggyakoribb formáján előre b e lehet állítani azt a nyomatékot, melynél a szerszámkar és a fej közötti kapcsolat megcsúszik, így a beállítottnál nagyobb nyomaték nem vihető át. Használnak műszeres (analóg és digitális) nyomatékmérővel felszerelt kézi nyomatékkulcsokat is. Nagyobb csavaroknál pneumatikus vagy hidraulikus nyomatékkulcsok is használatosak.
A nyomatékkulcsnak előnye egyszerűsége, de eléggé pontatlan eszköz, mivel a súrlódási tényező tényleges értékétől függ a beállított előfeszítés tényleges értéke. A súrlódás függ a felületek érdességétől, attól hogy olajos vagy száraz, új vagy javított (esetleg sérült, "berágott").
Nagy, kényes üzemű csavarok esetében gyakran alkalmazzák a csavarnak a szükséges előfeszítő erőhöz tartozó megnyúlásának (Δlc) mérését. Ez átmenő csavarok esetén könnyen végrehajtható, ha a csavart a gyártás során hosszanti furattal látják el, melybe lazán illeszkedő rudat helyeznek és végét hozzáhegesztik a csavarhoz. A pálca szabad végét a csavar homlokfelületével síkba köszörülik. Az előfeszítés során a csavarszár megnyúlik, a pálca viszont terheletlen marad, a két hossz különbsége éppen a csavarszár megnyúlása.
Ezeknek a módszereknek közös hibája, hogy a csavarszárat a meghúzás alatt, de később is járulékos csavarás is igénybe veszi. Kiküszöbölésére használnak nagy nyomású hidraulikus anyákat, melyeknél a csavart a hidraulika segítségével meghúzzák, majd az anyát nyomatékmentesen utána csavarják. Leterhelés után a csavarkötés a kívánt előfeszítést tartja. Ennél a módszernél a csavarszáron és környezetében helyet kell biztosítani a hidraulikus anya számára. Másik módszerrel a nagy átmenő csavarok eleve megfelelő átmérőjű központi furattal készülnek, melybe külső fűtő berendezést lehet vezetni (például villamos ellenállásfűtést). A csavart megfelelő hőmérsékletre melegítve kitágul, és ha a megnyúlás eléri a szükséges értéket, a csavaranya kézzel rácsavarható, lehűlés után a szükséges előfeszítés kialakul.

## Külső hivatkozások
- Csavarkötés oktatófüzet
- Csavarkötés méretezése